# Escudo de Carlos I de España
Carlos I de España, Carlos V como Emperador del Sacro Imperio Romano Germánico, fue heredero de cuatro monarquías europeas, el primer monarca que unió en su persona las coronas de Castilla, de Aragón, el Reino de Nápoles y Sicilia, recibidas por herencia materna. Por vía paterna recibió los Países Bajos Borgoñones, los Estados hereditarios de los Habsburgo y la posibilidad de acceder al trono imperial.
Muchos territorios de sus extensos dominios aparecieron representados en los complejos escudos que utilizó. La descripción o blasonamiento de su escudo grande desde el año 1522 es la siguiente:

Escudo cuartelado. En el primer y en el cuarto cuartel, un contracuartelado del cuartelado de gules y un castillo de oro, almenado de tres almenas, con tres homenajes, el de en medio mayor y cada homenaje también con tres almenas, mamposteado de sable y aclarado de azur (por el Reino de Castilla) y de plata y un león de púrpura, coronado de oro, lenguado y armado de lo mismo (por el Reino de León); en el segundo partido, cortado en su diestra de oro y cuatro palos de gules en el jefe (por el Reino de Aragón), en la base de gules y una cadena de oro, puesta en cruz, aspa y orla, cargada en el centro de una esmeralda de su color (por Reino de Navarra), y en su siniestra partido, a la diestra de plata y una cruz potenzada de oro cantonada de cuatro cruces latinas del mismo metal -Jerusalén- y a la siniestra fajado, ocho, de gules y de plata -Hungría-  (por el Reino de Nápoles); en el tercero partido, cortado en su diestra de oro y cuatro palos de gules en el jefe (por Aragón), en la base de gules y una cadena de oro, puesta en cruz, aspa y orla, cargada en el centro de una esmeralda de su color (por Navarra), y en su siniestra partido y flanqueado, jefe y puntas de oro y cuatro palos de gules, flancos de plata y un águila de sable, coronada de oro, picada y membrada de gules (por el Reino de Sicilia). En el segundo y tercer cuartel un cuartelado: en el primer cuartel, de gules y una faja de plata (por Austria); en el segundo cuartel, de azur, sembrado de flores de lis de oro y bordura componada, cantonada de plata y gules (Borgoña Moderna); en el tercero, bandado de oro y de azur con bordura de gules (Borgoña Antigua); en el cuarto, de sable y un león de oro, coronado de lo mismo, lenguado y armado de gules (por Brabante); sobre el todo escusón partido de oro y un león de sable, lenguado y armado de gules (por Flandes), y de plata y un águila de gules, coronada, picada y membrada de oro, cargado el pecho de un creciente trebolado del mismo metal (por Tirol). Entado en punta de plata y una granada al natural, rajada de gules y hojada de dos hojas de sinople (por Granada).
 El escudo rodeado con el collar del Toisón de Oro, acola el águila bicéfala del Sacro Imperio Romano-Germánico sobre la Cruz de Borgoña de gules. Acompañado de dos columnas de plata, con la base y capitel de oro, sobre ondas de azur o azul y plata, superada la corona imperial la diestra, y de una corona real la siniestra, ambas de oro, y rodeando las columnas una cinta de gules o rojo, cargada de letras de oro, en la diestra "Plus" y en la siniestra "Ultra", (del latín Plus Ultra). Timbra la corona imperial, que es un círculo de oro, engastado de piedras preciosas, cerrada con forma de mitra, compuesta de ocho florones de hojas de acanto, visible cinco, interpoladas de perlas y de cuya parte central, abierta, salen tres arcos o diademas decorados con pedrería o perlas, rematada la central en el mundo de azur o azul, con el semimeridiano y el ecuador en oro, sumado de cruz de oro. La corona forrada de gules o rojo.[cita requerida]

## Elementos del escudo
| Escudo                  | Significado       | Detalles |
| ----------------------- | ----------------- | --- |
|                         | Reino de Castilla | Primer y cuarto cuartel Un castillo de oro en un campo de gules o rojo.                                                                         |
|                         | Reino de León     | Segundo y tercer cuartel Un león rampante de púrpura en un campo de plata.                                                                      |
| Tercer Contracuartelado |                   | |
|                         | Corona de Aragón  | Parte superior de la división derecha Cuatro palos de gules o rojo en un campo de oro.                                                          |
|                         | Reino de Navarra  | Parte inferior de la división derecha Cadena de oro, puesta en cruz, aspa y orla en un campo de gules o rojo                                    |
|                         | Reino de Sicilia  | División izquierda Cuarteado en aspa con las armas de Aragón y un campo de plata con un águila de sable o negro, blasón de Manfredo de Sicilia. |

| Escudo | Significado                   | Detalles |
| ------ | ----------------------------- | --- |
|        | Reino de Aragón               | Parte superior de la división derecha Cuatro palos de gules o rojo en un campo de oro.                                                                            |
|        | Reino de Navarra              | Parte inferior de la división derecha Cadena de oro, puesta en cruz, aspa y orla en un campo de gules o rojo.                                                     |
|        | Reinos de Jerusalén y Hungría | División izquierda Partido, una cruz potenzada y cuatro cruces griegas de oro en un campo de plata (Jerusalén) y ocho fajas de gules o rojo y de plata (Hungría). |

| Escudo                  | Significado       | Detalles |
| ----------------------- | ----------------- | --- |
|                         | Reino de Castilla | Primer y cuarto cuartel Un castillo de oro en un campo de gules o rojo.                                                                         |
|                         | Reino de León     | Segundo y tercer cuartel Un león rampante de púrpura en un campo de plata.                                                                      |
| Tercer Contracuartelado |                   | |
|                         | Corona de Aragón  | Parte superior de la división derecha Cuatro palos de gules o rojo en un campo de oro.                                                          |
|                         | Reino de Navarra  | Parte inferior de la división derecha Cadena de oro, puesta en cruz, aspa y orla en un campo de gules o rojo                                    |
|                         | Reino de Sicilia  | División izquierda Cuarteado en aspa con las armas de Aragón y un campo de plata con un águila de sable o negro, blasón de Manfredo de Sicilia. |

| Escudo | Significado                   | Detalles |
| ------ | ----------------------------- | --- |
|        | Reino de Aragón               | Parte superior de la división derecha Cuatro palos de gules o rojo en un campo de oro.                                                                            |
|        | Reino de Navarra              | Parte inferior de la división derecha Cadena de oro, puesta en cruz, aspa y orla en un campo de gules o rojo.                                                     |
|        | Reinos de Jerusalén y Hungría | División izquierda Partido, una cruz potenzada y cuatro cruces griegas de oro en un campo de plata (Jerusalén) y ocho fajas de gules o rojo y de plata (Hungría). |

| Escudo | Significado       | Detalles |
| ------ | ----------------- | --- |
|        | Austria           | Primer cuartel Una faja de plata en un campo de gules o rojo.                                                 |
|        | Borgoña (Moderno) | Segundo cuartel Un campo de azur o azul sembrado de flores de lis con una bordura de gules o rojo y de plata. |
|        | Borgoña (Antiguo) | Tercer cuartel Seis bandas de oro y de azur o azul con bordura de gules o rojo.                               |

| Escudo  | Significado | Detalles                                                               |
| ------- | ----------- | ---------------------------------------------------------------------- |
|         | Brabante    | Cuarto cuartel Un león rampante de oro en un campo de sable o negro.   |
| Escusón |             |                                                                        |
|         | Flandes     | División derecha Un león rampante de sable o negro en un campo de oro. |
|         | Tirol       | División izquierda Un águila de gules o rojo en un campo de plata.     |

| Escudo | Significado       | Detalles |
| ------ | ----------------- | --- |
|        | Austria           | Primer cuartel Una faja de plata en un campo de gules o rojo.                                                 |
|        | Borgoña (Moderno) | Segundo cuartel Un campo de azur o azul sembrado de flores de lis con una bordura de gules o rojo y de plata. |
|        | Borgoña (Antiguo) | Tercer cuartel Seis bandas de oro y de azur o azul con bordura de gules o rojo.                               |

| Escudo  | Significado | Detalles                                                               |
| ------- | ----------- | ---------------------------------------------------------------------- |
|         | Brabante    | Cuarto cuartel Un león rampante de oro en un campo de sable o negro.   |
| Escusón |             |                                                                        |
|         | Flandes     | División derecha Un león rampante de sable o negro en un campo de oro. |
|         | Tirol       | División izquierda Un águila de gules o rojo en un campo de plata.     |

| Punta |                  |                                          |
| \| Escudo \| Significado \| Detalles \| \| ------ \| ---------------- \| ---------------------------------------- \| \| \| Reino de Granada \| Entado Una granada en un campo de plata. \| |                  |                                          |
| Escudo | Significado      | Detalles                                 |
| | Reino de Granada | Entado Una granada en un campo de plata. |

| Escudo | Significado      | Detalles                                 |
| ------ | ---------------- | ---------------------------------------- |
|        | Reino de Granada | Entado Una granada en un campo de plata. |

| Elemento | Significado                         | Detalles                                                  |
| -------- | ----------------------------------- | --------------------------------------------------------- |
|          | Águila Bicéfala (Sacro Imperio)     | Águila imperial Águila heráldica de dos cabezas de sable. |
|          | Cruz de Borgoña (Ducado de Borgoña) | Cruz de San Andrés de gules.                              |

| Elemento | Significado                          | Descripción |
| -------- | ------------------------------------ | --- |
|          | Las Columnas de Hércules             | Soportes Elemento legendario, situado en el Estrecho de Gibraltar que señalaba el límite del mundo conocido en la Antigüedad. El lema personal del monarca fue Plus Ultra ('Más Allá' en Latín). |
|          | Corona imperial (Sacro Imperio)      | Timbre Corona de Carlos I como emperador del Sacro Imperio (Carlos V). |
|          | Collar de la Orden del Toisón de Oro | Orden de caballería fundada en 1430 por el duque Felipe el Bueno de Borgoña para conmemorar su matrimonio con la infanta portuguesa Isabel.                                                      |

| Elemento | Significado                         | Detalles                                                  |
| -------- | ----------------------------------- | --------------------------------------------------------- |
|          | Águila Bicéfala (Sacro Imperio)     | Águila imperial Águila heráldica de dos cabezas de sable. |
|          | Cruz de Borgoña (Ducado de Borgoña) | Cruz de San Andrés de gules.                              |

| Elemento | Significado                          | Descripción |
| -------- | ------------------------------------ | --- |
|          | Las Columnas de Hércules             | Soportes Elemento legendario, situado en el Estrecho de Gibraltar que señalaba el límite del mundo conocido en la Antigüedad. El lema personal del monarca fue Plus Ultra ('Más Allá' en Latín). |
|          | Corona imperial (Sacro Imperio)      | Timbre Corona de Carlos I como emperador del Sacro Imperio (Carlos V). |
|          | Collar de la Orden del Toisón de Oro | Orden de caballería fundada en 1430 por el duque Felipe el Bueno de Borgoña para conmemorar su matrimonio con la infanta portuguesa Isabel.                                                      |

|  |  |

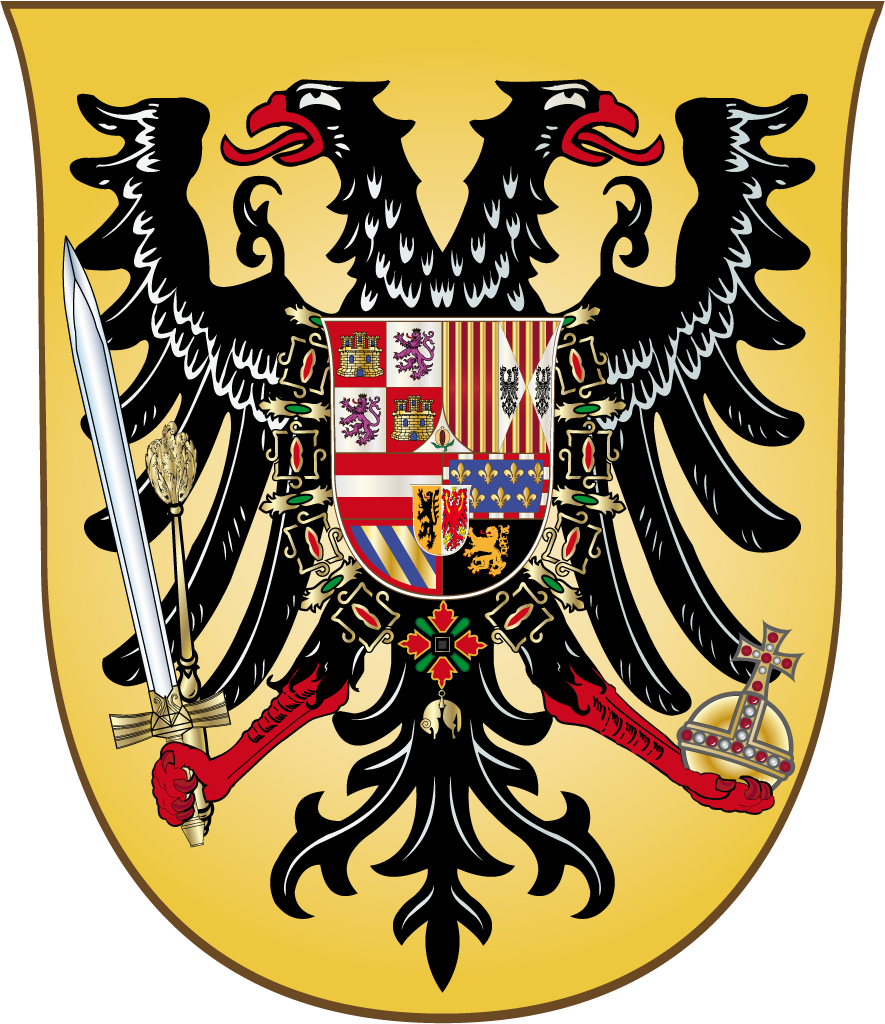
Versión del escudo abrevidado de Carlos I representado en un campo de oro.

Al ser proclamado rey de Castilla y de Aragón en 1516, Carlos I continuó utilizando el escudo empleado por sus padres, la reina Juana I de Castilla y Felipe, en el que aparecían cuarteadas, como símbolo de su herencia, las armas de los Reyes Católicos con las de Felipe: Austria, Franco Condado o Borgoña Moderna, Ducado de Borgoña o Borgoña Antigua, Brabante, Flandes y Tirol.
En 1519, al convertirse en emperador, se incorporó en el escudo de Carlos I el águila bicéfala y la corona imperial. En 1520 se añadieron las armas de los Reinos de Navarra y de Nápoles. Durante su reinado se empleó con mucha frecuencia una versión simplificada, muy popular en los Países Bajos, que consistió en un escudo cortado en el que figuraban en su parte superior los blasones de su herencia materna y en la inferior los de la herencia paterna. 
Existió otra versión, más elaborada, en la que el blasón del monarca sobre el águila bicéfala figuraba en un escudo con un campo de oro (fondo amarillo o dorado). Este último escudo, rodeando por el collar del Toisón de Oro, era sostenido por un león y un grifo y estaba rematado por una corona imperial (en ocasiones situada sobre un yelmo con lambrequines).

## La herencia borgoñona
En el año 1477, el Ducado de Borgoña fue anexionado por Francia. En aquel año, María de Borgoña contrajo matrimonio con Maximiliano, archiduque de Austria, pasando el control de las restantes posesiones borgoñonas y del maestrazgo de la Orden del Toisón de Oro a la Casa de Austria. 
A pesar de la anexión a Francia del Ducado, la Casa de Austria mantuvo el control sobre los Países Bajos Borgoñones y el Franco Condado, además sus monarcas continuaron usando el título de Duque de Borgoña.
Esta dinastía reinó sobre estos territorios hasta finales del siglo XVIII, cuando los denominados Países Bajos de los Habsburgo (que dejaron de formar parte de la Monarquía Española por el Tratado de Utrecht) fueron conquistados por la República Francesa, pasando a formar parte del Reino de Holanda después de la caída de Napoleón.